# Canopée
Pour les articles homonymes, voir Canopée (homonymie).

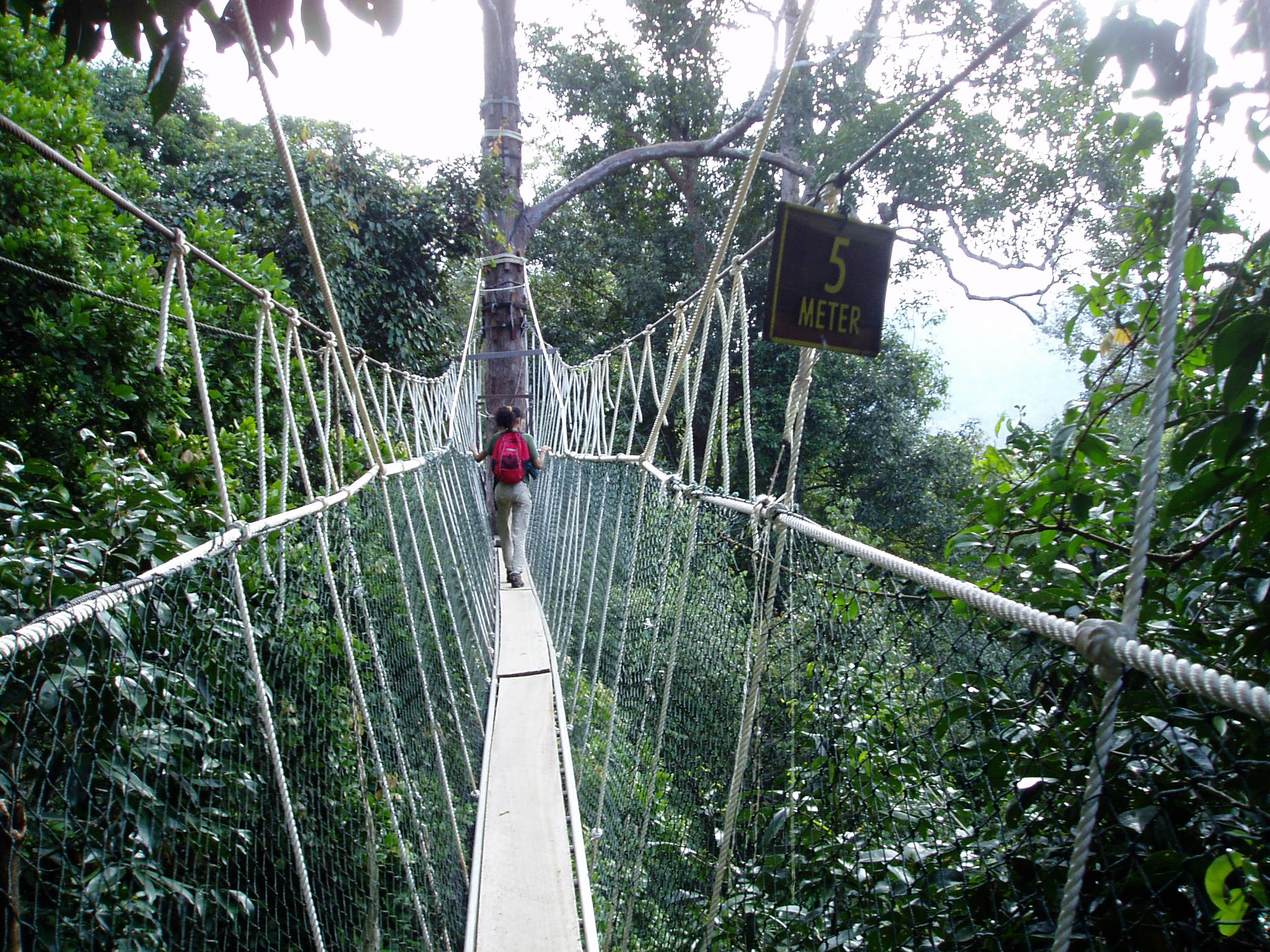
Pont suspendu au niveau de la canopée (chemin suspendu) en Malaisie.

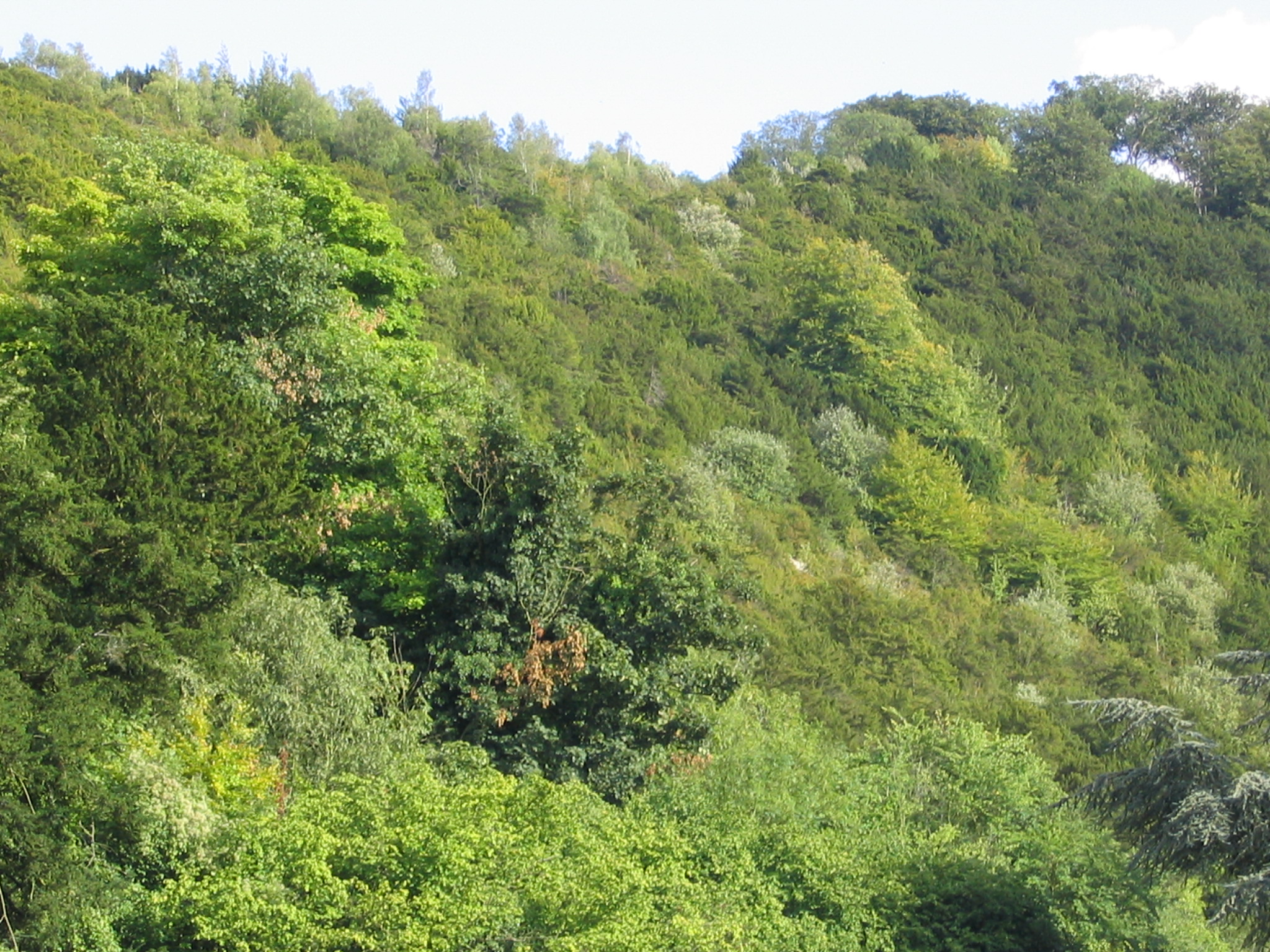
Exemple de canopée de boisement tempéré sur pente, au Royaume-Uni (« Box Hill »).

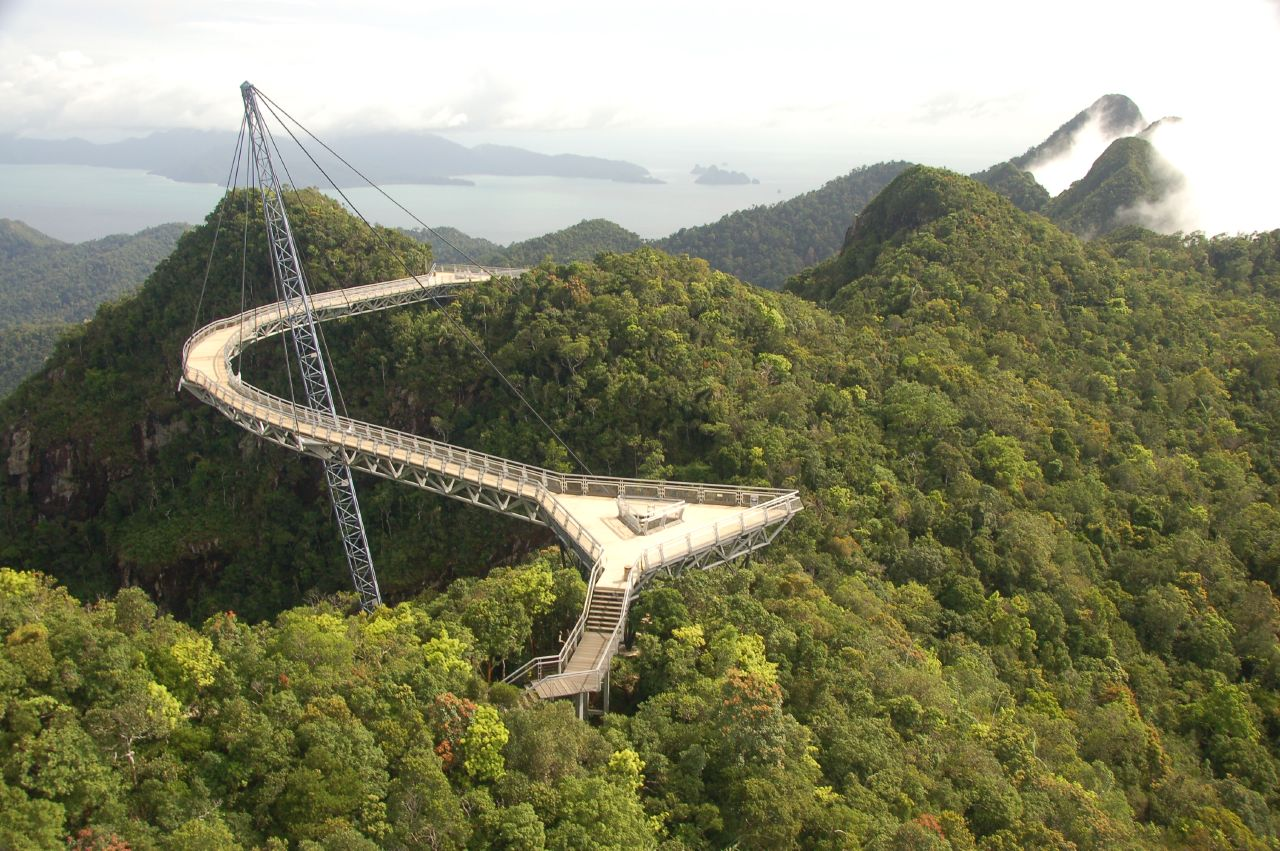
Pont du ciel, permettant de découvrir la canopée de l'île de Langkawi, Malaisie

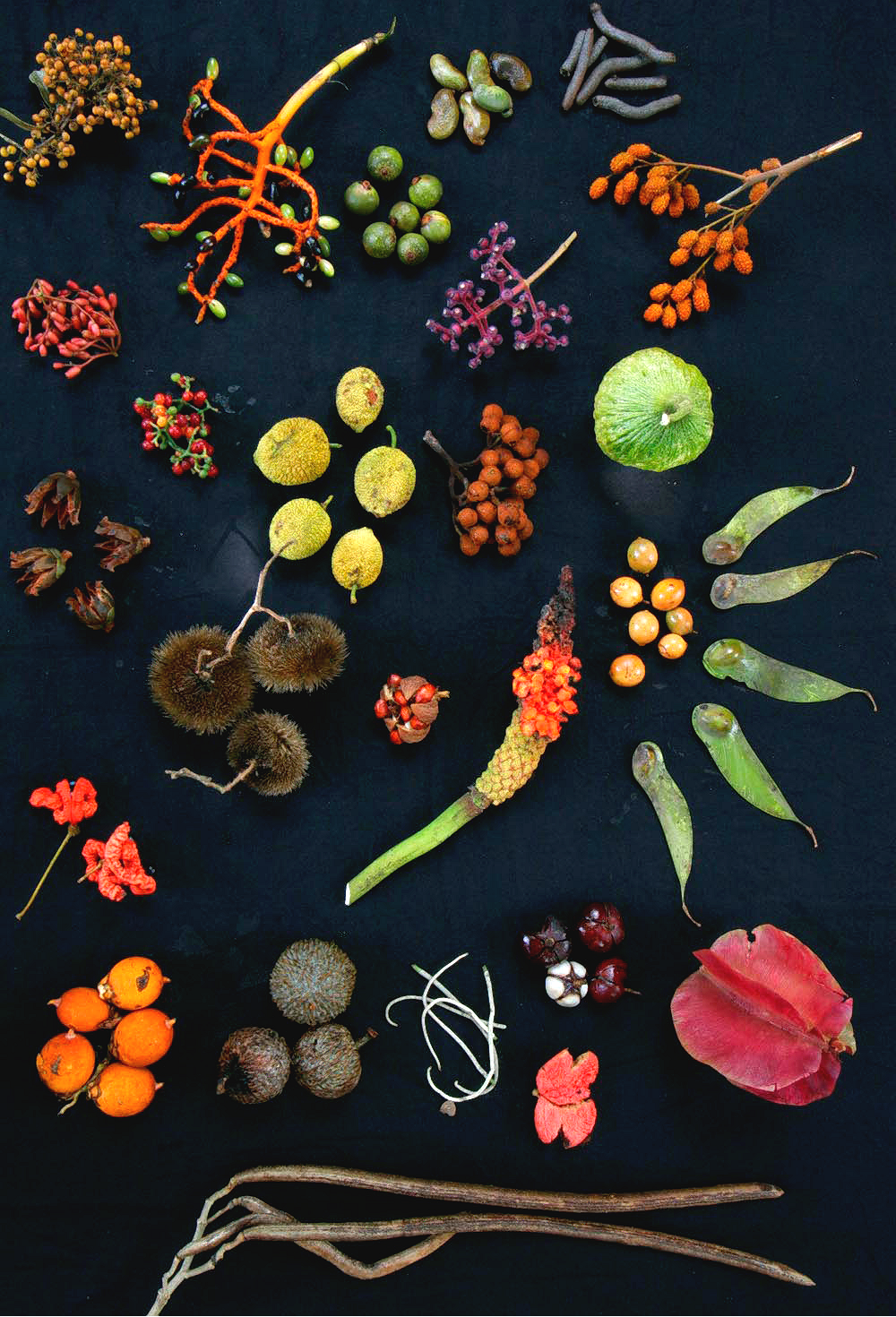
Exemples illustrant la variété des types, formes, taille et couleurs de fructifications observés dans la canopée de la forêt tropicale de l'île de Barro Colorado (Panama),

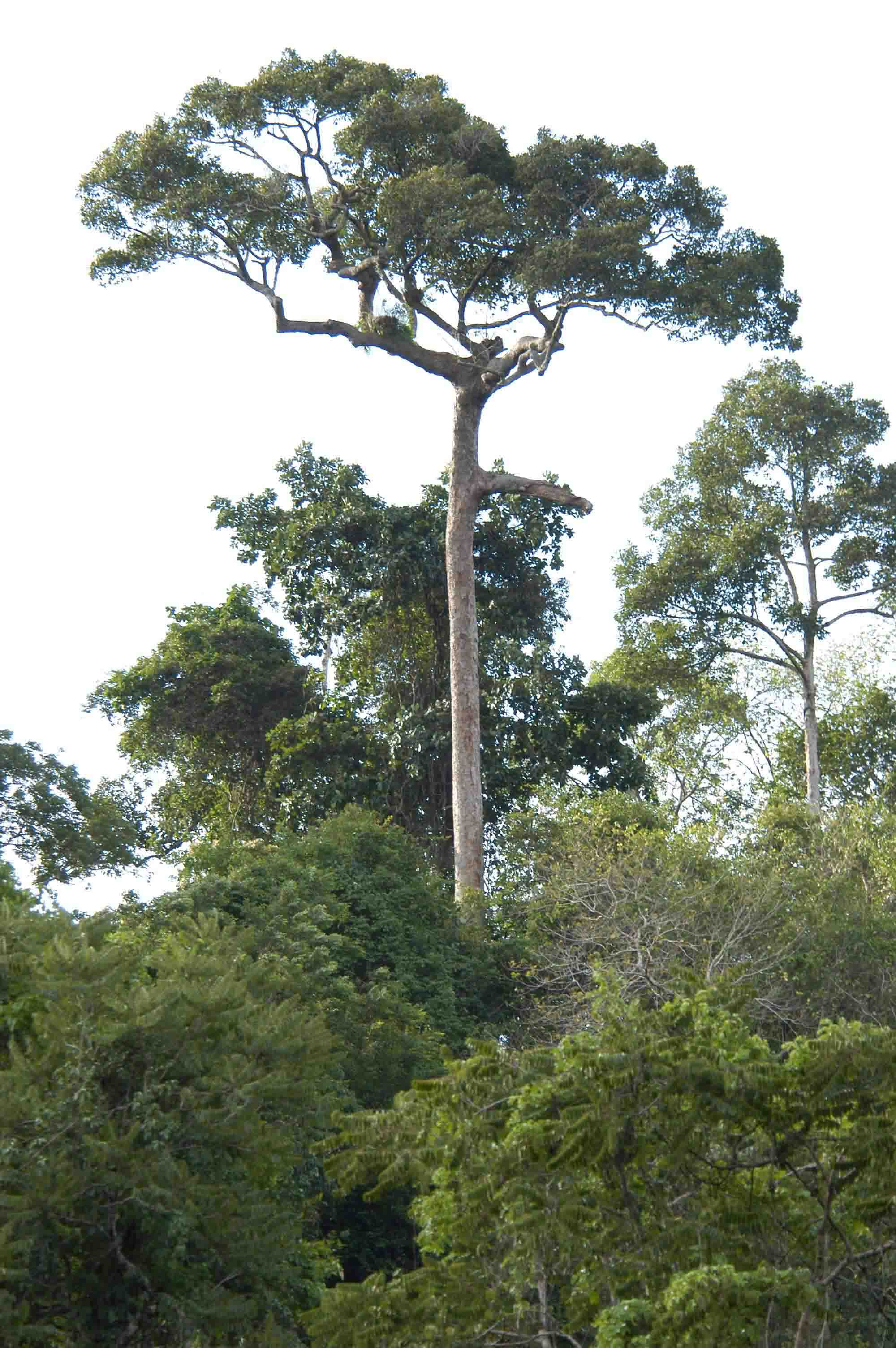
Arbre émergent ici Dipterocarpe dont le fût émerge de la canopée (Parc national de Khao Yai en Thaïlande).

La canopée (du latin conopeum, « moustiquaire, lit entouré d’une moustiquaire », lui-même du grec ϰωνωπεῖον, kônôpeion, « rideau contre les cousins », qui a pris le sens de conopée, canopée, avant d’évoluer encore pour devenir canapé) est la strate supérieure d'une forêt, composée des feuillages directement exposés au rayonnement solaire. Elle est parfois considérée comme un écosystème distinct, notamment en forêt tropicale où elle constitue un habitat riche de biodiversité et de productivité biologique.
Des arbres dits émergents peuvent dominer de leur hauteur la canopée,,, parfois lourdement chargés d'épiphytes. Occupant une place gagnante dans la course à la lumière favorisée par leur tronc rigide et leur architecture végétale qui permet de déployer une grande surface feuillue, ils jouent un rôle particulier en termes d'évapotranspiration et de puits de carbone mais sont particulièrement menacés par la fragmentation forestière. Certains arbres, parfois de la même espèce, peuvent avoir une croissance inhibée durant plusieurs siècles sous la canopée. Néanmoins, les forestiers et écologues ont souvent constaté que des arbres longtemps « dominés » dans leur jeunesse à l'ombre de leurs aînés, peuvent atteindre, par exemple à la faveur d'une trouée de lumière à la suite d'un chablis, leur pleine vitalité à des âges plus avancés. Par conséquent, ils peuvent parvenir à des statures plus importantes que des arbres ayant eu une croissance rapide dès la prime jeunesse (principe de la « montre biologique » ou de la loi de Backman, ici affecté par le phénomène d'attente lors d'une situation de concurrence pour la lumière, in  Schutz, 1990).

## Étymologie et histoire du mot et du concept
Le mot est une traduction de l'anglais canopy, lui-même emprunté au vocabulaire de l'ameublement : c'est le ciel de lit ou baldaquin. Le mot provient du grec, désignant une moustiquaire (κωνωπεῖον, de κώνωψ, kônôps, signifiant moustique, moucheron), et est à rapprocher du mot conopée qui désigne, dans les églises, le tissu fixé au-dessus du tabernacle. Il a aussi donné le mot canapé.
D'invention récente, le mot canopée s'est imposé dans le cadre de l'étude écologique des forêts tropicales humides, lorsque les chercheurs ont engagé des moyens spécifiques pour les explorer. La canopée, zone d'intense activité biologique et biochimique, constitue un habitat particulier pour de nombreuses espèces.

## Milieu et habitat
Généralement située à plusieurs dizaines de mètres de hauteur, la canopée forme une strate supérieure de quelques mètres d'épaisseur où se trouve plus de 80 % du feuillage des arbres. C'est là que plus de 95% de l'énergie solaire est captée et que 30 % des précipitations sont absorbées par le feuillage. On y trouve également une faune abondante et distincte des autres strates.
En 1982, l'entomologiste américain Terry Erwin provoque un scandale dans le milieu scientifique. Ayant mis au point une méthode, fondée sur la projection de gaz toxiques (technique du fogging consistant à pulvériser un insecticide biodégradable, le pyrèthre) qui permettent d'échantillonner la faune entomologique canopéenne constituée essentiellement d'arthropodes (dont 40 % de  coléoptères), il publie un article  dans lequel il fait observer que la canopée est environ deux fois plus riche que le sol et, sur la base d'une extrapolation, évalue le nombre total des espèces d'arthropodes sur Terre : la biodiversité de la planète passe de trois à trente millions d'espèces.
Les expéditions de Francis Hallé et d'autres ont montré que les plantes y synthétisent beaucoup plus de molécules complexes qu'au niveau du sol ou à l'ombre des arbres. C'est un champ nouveau de recherche pour la pharmacopée et la compréhension de l'écologie forestière.
À l'origine terme technique utilisé pour les forêts tropicales, le mot canopée tend à être utilisé pour toutes les sortes de forêts et même pour désigner la partie flottante des formations marines d'algues géantes (ou kelp). Il supplante le terme de voûte forestière qui laisse supposer une position au sol de l'observateur.
L'exploration par avion, hélicoptère ou même en ULM ne permet qu'un bref survol de la canopée. C'est pourquoi plusieurs projets d'exploration bio-zoologique se déploient dans ce milieu encore mal connu, du fait de son inaccessibilité relative. Parmi les moyens d'exploration, outre un projet utilisant des grues, ou l'exploration traditionnelle par des grimpeurs avec des moyens adaptés de l'escalade, on peut citer l'utilisation de plusieurs types d'aérostats : 
- l'AS 300, un dirigeable transportant le Radeau des cimes ;
- la Bulle des cimes, un ballon à hélium monoplace se déplaçant le long d'une corde installée sur la canopée ;
- l'Arboglisseur, une rozière motorisée pouvant transporter deux scientifiques en plus du pilote.

La canopée est soumise à un ensoleillement maximal et donc à microclimat très particulier. Les températures y sont influencées par sa couleur, par le degré d'évapotranspiration lié à la saison, l'heure, l'ensoleillement et la biomasse foliaire en activité (des photos infrarouges de lisières de résineux, normalement garnis de leurs aiguilles ou défoliés par des insectes, montrent une très importante différence de température entre ces deux situations). Ces conditions en font un habitat particulier pour de très nombreux organismes, dont insectes, oiseaux, lichens, mousses et autres plantes épiphytes. Cet habitat est notamment étudié, principalement depuis les années 1980 par le radeau des cimes, des grues ou passerelles installées en hauteur, des caméras et appareils photos automatiques photographiant de nuit dans l'infrarouge, et des pièges à insectes spéciaux.

## Canopée et«puits de carbone»
La canopée en tant que principal écotone (transition entre la forêt et l'atmosphère ensoleillée) joue un rôle majeur dans le cycle (non marin) du carbone et pour le rôle de puits de carbone des forêts (Amazonie notamment),.

À titre d'exemple, selon le US Forest Service, les seules forêts des États-Unis absorbent et emmagasineraient environ 750 millions de tonnes de CO2 chaque année. 
L'optimisation de cette « séquestration » plus ou moins durable du carbone par une gestion adéquate des ressources forestières devient un élément important des stratégies de lutte contre le changement climatique (puits de carbone, atténuation des effets du changement climatique), car en cas d'incendies, de défoliations, d'épidémies atteignant les arbres, de coupes rases, sécheresses, etc., le bilan de l'absorption de carbone peut être plus ou moins momentanément négatif.
- En Amazonie centrale, en temps normal et là où la forêt n'a pas été touchée, la production primaire brute est élevée (30 tonnes de carbone par hectare et par an)[16],[17], avec trois mois de saison sèche où cette productivité est moindre, la performance de puits de carbone semblant liée à la teneur en eau du sol, lequel sol, étant protégé du soleil et maintenu à une température relativement constante, ne présente pas de saisonnalité de respiration (du sol)[18]. Des changements dans le bilan carbone sont néanmoins observés sur les dernières décennies[19].
- Aux hautes latitudes, dans les forêts circumpolaires, une partie des effets du long hiver est compensée par la photopériode estivale allongée (effet soleil de minuit) et par la présence des tourbières qui forment également des puits de carbone importants. Des incendies et épisodes de défoliations peuvent fortement interférer avec la moyenne d'absorption du CO2 ;
- En zone tempérée, la situation est intermédiaire, mais avec des effets anthropiques locaux beaucoup plus marqués[20] ;

Progrès de la modélisation : depuis les années 1980, la mesure in situ,, et la modélisation de la photosynthèse progresse, dont pour les espèces dites en C3 (dont les arbres) qui fixent moins de carbone par kilogramme de feuille que les espèces dites en C4 (canne à sucre par exemple). Depuis le milieu des années 1990 on cherche à connaitre et prévoir (et donc modéliser) plus précisément le « bilan carbone » des écosystèmes terrestres, et en particulier des forêts ou de leur canopée sur de grandes étendues. Ceci notamment pour aider à quantifier les mesures compensatoires de type puits de carbone destinées à compenser les émissions de CO2 pour limiter le changement climatique.

Une équipe de biologistes, agronomes et forestiers a présenté en 2010 un modèle informatique traduit en  un programme informatique dit « Canopy Conductance Constrained Carbon Assimilation (4C-A) model ». Il est  destiné – sur la base de quelques paramètres de caractérisation de l'état et du fonctionnement d'une canopée - à prédire quand cette dernière deviendra génératrice nette de carbone au lieu d'être « puits de carbone ». Ce modèle est régional ; il a été produit à partir de l'étude des échanges et bilans gazeux de la partie photosynthétique de forêts mixtes (chênes et résineux dominants) du New Jersey.
Les résultats du modèle étalonné ont été conformes à 15 % près aux estimations produites par trois autres techniques, donnant comme moyenne saisonnière pour le peuplement type de cette région environ 1,240 gramme de carbone absorbé par mètre carré de canopée et par an.
L'équipe a ensuite utilisé le modèle 4C-A pour estimer les taux saisonniers d'absorption pour l'année 2007 dans une zone où les arbres ont été complètement défoliés durant 2 à 3 semaines lors d'une infestation de chenilles défoliatrices (chenilles d'un papillon Lymantriinae, introduit et devenu invasif en Amérique du Nord). Cette infestation a eu lieu au moment où le peuplement atteint normalement son pic saisonnier d'absorption de carbone. Selon ce modèle, en fin d'infestation, le bilan saisonnier avait chuté de 25 % à environ 940 grammes de carbone absorbé par mètre carré de surface du couvert. Cette baisse signifie que sur ce site, la végétation arborée n'était plus puits de carbone, mais émettait dans l'air plus de CO2 qu'elle n'en avait absorbée.
Cet « effet » devrait être nuancé car ce type de défoliation (forte perte de feuilles des arbres) permet une mise en lumière du sol et donc une activité plus importante de la strate herbacée, qui  bénéficie d'un meilleur ensoleillement et éventuellement d'un meilleur accès à l'eau (un arbre défolié ne pompe presque plus d'eau). De plus, il survient souvent en période de stress hydrique ou après une telle période, et la défoliation semble permettre une certaine recharge en eau du sol superficiel.